# ニコラス・ヒューム＝ロフタス (第2代イーリー伯爵)
第2代イーリー伯爵ニコラス・ヒューム＝ロフタス（英語: Nicholas Hume-Loftus, 2nd Earl of Ely、1738年9月11日 – 1769年11月12日）は、アイルランド王国の貴族、政治家。

## 生涯
初代イーリー伯爵ニコラス・ヒューム＝ロフタスとメアリー・ヒューム（Mary Hume、1740年10月没、第3代準男爵グスタヴァス・ヒュームの娘）の息子として、1738年9月11日に生まれた。
1759年から1766年までフェサード選挙区の代表としてアイルランド庶民院議員を務めた後、1766年10月31日に父の死去に伴いイーリー伯爵を継承した。
1769年11月12日に生涯未婚のままダブリンで死去、イーリー伯爵の爵位は断絶したがロフタス子爵は叔父ヘンリーが継承した。